# Формула-1 — Гран-прі Австралії 2011
Гран-прі Австралії 2011 (офіційно 2011 Qantas Australian Grand Prix) — автогонка чемпіонату світу «Формули-1», яка пройшла 27 березня 2011 року на трасі Альберт-Парк, Мельбурн, Австралія. Вона стала першою гонкою сезону 2011 Формули-1 після того, як організатори Гран-прі Бахрейну скасували етап через заворушення в країні.
Переможцем гонки став Себастьян Феттель, внаслідок чого здобув 25 очок і посів перше місце в таблиці особистого заліку пілотів. Друге місце посів Льюїс Гамільтон. Третім перетнув фінішну пряму Віталій Петров, завоювавши перший подіум у кар'єрі. Своє найшвидше коло гонки показав пілот Феліпе Масса з часом 1:28.947 на 55 колі.

## Звіт

### Кваліфікація
Кваліфікація пройшла при істотній перевазі діючого чемпіона світу Себастьяна Феттеля, який виграв всі три її сесії. У першій сесії, як і очікувалося, вилетіли три найслабші команди в повному складі: «Лотус», «Верджин» і «HRT». Пілоти останньої не змогли потрапити в 107% від результату лідера і на старт допущені не були. Варто відзначити, що боліди цієї команди були зібрані вже безпосередньо в ході вік-енду. Також у першій сесії несподівано вилетів Гайдфельд, який виступає за досить сильну команду Renault (для порівняння — його напарник Петров показав у тій же сесії третій час). На останніх секундах німець потрапив було в 17 найкращих, але був негайно вибитий іншим німцем — Шумахером.
У другій сесії вилетів з траси Рубенс Барікелло, чим зашкодив декільком пілотам, які перебували на швидкому колі. У силу цього бразилець залишився без залікового часу і став 17-м на старті. Також, в кінці сесії на стартовій прямій розвернуло Адріана Сутіла, але він зумів уникнути аварії. У результаті з дистанції зійшли, крім Рубенса, також його напарник Мальдонадо, пілоти «Форс Індії», а також Перес з «Заубера» і Шумахер на «Мерседесі».
У фінальній сесії на виїзді з боксів розвернуло Феліпе Массу, але він зміг уникнути контакту. Найкращий результат, як і в перших двох сесіях, показав Феттель, випередивши другого Гамільтона майже на вісім десятих секунди. Віталій Петров домігся найкращого для себе результату — шостого місця на старті.

### Перегони
На старті Феттель не тільки зберіг лідерство, але й швидко сформував суттєвий відрив від суперників. Гамільтон і Веббер також зберегли свої позиції. На 4-е місце прорвався Петров, Алонсо ж таки не вистачило місця в першому повороті, він зачепив узбіччя і відкотився н 9-е місце. Позаду в гравій вилетів Барікелло (йому вдалося вибратися), а Альгерсуарі не зміг уникнути контакту з Шумахером, після чого обидва пілоти вирушили міняти проколоту гуму.
Перші кілька кіл Феттель нарощував свій відрив, позаду ситуація зберігалася, лише Баттон атакував Массу в боротьбі за п'яте місце. На 12 колі Дженсон вийшов уперед, зрізавши шикану. За правилами, в такій ситуації пілот може уникнути штрафу, якщо поверне виграну за рахунок зрізу позицію, але британець відразу цього не зробив, а незабаром Массу випередив Алонсо. Таким чином, повернути позицію виявилося неможливим, тому Баттон отримав штраф у вигляді проїзду по піт-лейн.
Першими піт-стопи зробили Веббер (12-е коло, м'які шини змінив на жорсткі), Алонсо (13-е) і Масса (14-е). Обидва пілоти «Феррарі» не стали змінювати тип шин і залишилися на м'якій гумі. На 15-16-х колах на піт-стопі побували ще безліч інших пілотів. Останніми перші піт-стопи зробили Глок, Баттон (обидва на 19-му колі) і Перес (на 23-му) причому для мексиканця він виявився єдиним.
На 19-му колі припинив боротьбу Шумахер, машина якого виявилася занадто сильно пошкоджена в зіткненні на старті. Трьома колами пізніше в боротьбі за восьме місце зіткнулися Барікелло і Росберг, німець у результаті зійшов, а бразилець був визнаний винним у зіткненні і отримав штраф у вигляді проїзду по піт-лейн.
На 27-му колі другий раз змінив гуму Веббер, на наступному — Алонсо. Феттель, Гамільтон і Петров змінили шини на 35-му колі, а ще через коло те ж саме зробили Сутіл і Баттон. Після двох піт-стопів перші три місця займали ті ж пілоти, що й на старті: Феттель, Гамільтон, Веббер, далі їхали Алонсо і Петров. На 42-му і 43-му колах Алонсо і Веббер зробили свої треті піт-стопи, випустивши на третє місце Петрова. На 48-му колі Баттон все-таки зробив обгін Масси (цього разу — за правилами), після чого бразилець негайно вирушив на плановий третій піт-стоп.
За час, що залишився Алонсо і Веббер удвох на свіжій гумі істотно скоротили відставання від росіянина, але підібратися на дистанцію атаки так і не змогли. Феттель здобув впевнену перемогу, Гамільтон став другим, Петров фінішував третім, завоювавши перший в історії Формули-1 подіум як для себе, так і взагалі для російських пілотів.

### Після гонки
Після фінішу гонки пілоти «Заубера», що приїхали 7-ми і 8-ми, були дискваліфіковані за порушення в конструкції заднього антикрила. Представники команди заявили, що мають намір опротестувати рішення стюардів. Після дискваліфікації вгору в таблиці піднялися Масса і Буемі, а також в очкову зону потрапили обидва пілоти «Форс Індії».

## Класифікація

### Кваліфікація
| Поз             | №  | Пілот             | Конструктор          | Частина 1 | Частина 2 | Частина 3 | Старт |
| --------------- | -- | ----------------- | -------------------- | --------- | --------- | --------- | ----- |
| 1               | 1  | Себастьян Феттель | Red Bull-Renault     | 1:25.296  | 1:24.090  | 1:23.529  | 1     |
| 2               | 3  | Льюїс Гамільтон   | McLaren-Mercedes     | 1:25.384  | 1:24.595  | 1:24.307  | 2     |
| 3               | 2  | Марк Веббер       | Red Bull-Renault     | 1:25.900  | 1:24.658  | 1:24.395  | 3     |
| 4               | 4  | Дженсон Баттон    | McLaren-Mercedes     | 1:25.886  | 1:24.957  | 1:24.779  | 4     |
| 5               | 5  | Фернандо Алонсо   | Ferrari              | 1:25.707  | 1:25.242  | 1:24.974  | 5     |
| 6               | 10 | Віталій Петров    | Renault              | 1:25.543  | 1:25.582  | 1:25.247  | 6     |
| 7               | 8  | Ніко Росберг      | Mercedes             | 1:25.856  | 1:25.606  | 1:25.421  | 7     |
| 8               | 6  | Феліпе Масса      | Ferrari              | 1:26.031  | 1:25.611  | 1:25.599  | 8     |
| 9               | 16 | Камуї Кобаясі     | Sauber-Ferrari       | 1:25.717  | 1:25.405  | 1:25.626  | 9     |
| 10              | 18 | Себастьєн Буемі   | Toro Rosso-Ferrari   | 1:26.232  | 1:25.882  | 1:27.066  | 10    |
| 11              | 7  | Міхаель Шумахер   | Mercedes             | 1:25.962  | 1:25.971  |           | 11    |
| 12              | 19 | Хайме Альгерсуарі | Toro Rosso-Ferrari   | 1:26.620  | 1:26.103  |           | 12    |
| 13              | 17 | Серхіо Перес      | Sauber-Ferrari       | 1:25.812  | 1:26.108  |           | 13    |
| 14              | 15 | Пол ді Реста      | Force India-Mercedes | 1:27.222  | 1:26.739  |           | 14    |
| 15              | 12 | Пастор Мальдонадо | Williams-Cosworth    | 1:26.298  | 1:26.768  |           | 15    |
| 16              | 14 | Адріан Сутіл      | Force India-Mercedes | 1:26.245  | 1:31.407  |           | 16    |
| 17              | 11 | Рубенс Барікелло  | Williams-Cosworth    | 1:26.270  | без часу  |           | 17    |
| 18              | 9  | Нік Гайдфельд     | Renault              | 1:27.239  |           |           | 18    |
| 19              | 20 | Хейккі Ковалайнен | Lotus-Renault        | 1:29.254  |           |           | 19    |
| 20              | 21 | Ярно Труллі       | Lotus-Renault        | 1:29.342  |           |           | 20    |
| 21              | 24 | Тімо Глок         | Virgin-Cosworth      | 1:29.858  |           |           | 21    |
| 22              | 25 | Жером Д'Амброзіо  | Virgin-Cosworth      | 1:30.822  |           |           | 22    |
| 107%: 1:31.2661 |    |                   |                      |           |           |           |       |
| 23              | 23 | Вітантоніо Ліуцці | HRT-Cosworth         | 1:32.978  |           |           | НКВ   |
| 24              | 22 | Нараїн Картікеян  | HRT-Cosworth         | 1:34.293  |           |           | НКВ   |

Примітки:
1.↑  Пілоти HRT не допущені на старт, так як не змогли показати час на колі в межах 107 % часу лідера, тобто швидше 1:31.266.

### Перегони
| Поз  | №  | Пілот             | Конструктор          | Кола | Час/Схід                                   | Старт | Очки |
| ---- | -- | ----------------- | -------------------- | ---- | ------------------------------------------ | ----- | ---- |
| 1    | 1  | Себастьян Феттель | Red Bull-Renault     | 58   | 1.29:30.259                                | 1     | 25   |
| 2    | 3  | Льюїс Гамільтон   | McLaren-Mercedes     | 58   | +22.297                                    | 2     | 18   |
| 3    | 10 | Віталій Петров    | Renault              | 58   | +30.560                                    | 6     | 15   |
| 4    | 5  | Фернандо Алонсо   | Ferrari              | 58   | +31.772                                    | 5     | 12   |
| 5    | 2  | Марк Веббер       | Red Bull-Renault     | 58   | +38.171                                    | 3     | 10   |
| 6    | 4  | Дженсон Баттон    | McLaren-Mercedes     | 58   | +54.300                                    | 4     | 8    |
| ДСК  | 17 | Серхіо Перес      | Sauber-Ferrari       | 58   | Порушення в конструкції заднього антикрила | 13    |      |
| ДСК  | 16 | Камуї Кобаясі     | Sauber-Ferrari       | 58   | Порушення в конструкції заднього антикрила | 9     |      |
| 7    | 6  | Феліпе Масса      | Ferrari              | 58   | +1:25.100                                  | 8     | 6    |
| 8    | 18 | Себастьєн Буемі   | Toro Rosso-Ferrari   | 57   | +1 коло                                    | 10    | 4    |
| 9    | 14 | Адріан Сутіл      | Force India-Mercedes | 57   | +1 коло                                    | 16    | 2    |
| 10   | 15 | Пол ді Реста      | Force India-Mercedes | 57   | +1 коло                                    | 14    | 1    |
| 11   | 19 | Хайме Альгерсуарі | Toro Rosso-Ferrari   | 57   | +1 коло                                    | 12    |      |
| 12   | 9  | Нік Гайдфельд     | Renault              | 57   | +1 коло                                    | 18    |      |
| 13   | 21 | Ярно Труллі       | Lotus-Renault        | 56   | +2 кола                                    | 20    |      |
| 14   | 25 | Жером Д'Амброзіо  | Virgin-Cosworth      | 55   | +4 кола                                    | 22    |      |
| НКЛ  | 24 | Тімо Глок         | Virgin-Cosworth      | 50   | + 9 кіл                                    | 21    |      |
| Схід | 11 | Рубенс Барікелло  | Williams-Cosworth    | 49   | Трансмісія                                 | 17    |      |
| Схід | 8  | Ніко Росберг      | Mercedes             | 22   | Пошкодження від зіткнення з Барікелло      | 7     |      |
| Схід | 20 | Хейккі Ковалайнен | Lotus-Renault        | 19   | Витік води                                 | 19    |      |
| Схід | 7  | Міхаель Шумахер   | Mercedes             | 19   | Пошкодження шасі                           | 11    |      |
| Схід | 12 | Пастор Мальдонадо | Williams-Cosworth    | 10   | Трансмісія                                 | 15    |      |
| НКВ  | 23 | Вітантоніо Ліуцці | HRT-Cosworth         |      | Не стартував                               | НКВ   |      |
| НКВ  | 22 | Нараїн Картікеян  | HRT-Cosworth         |      | Не стартував                               | НКВ   |      |

## Положення в чемпіонаті після Гран-прі
| Поз | Пілот             | Очки |
| --- | ----------------- | ---- |
| 1   | Себастьян Феттель | 25   |
| 2   | Льюїс Гамільтон   | 18   |
| 3   | Віталій Петров    | 15   |
| 4   | Фернандо Алонсо   | 12   |
| 5   | Марк Веббер       | 10   |

| Поз | Конструктор        | Очки |
| --- | ------------------ | ---- |
| 1   | Red Bull-Renault   | 35   |
| 2   | McLaren-Mercedes   | 26   |
| 3   | Ferrari            | 18   |
| 4   | Renault            | 15   |
| 5   | Toro Rosso-Ferrari | 4    |

- Примітка: Тільки 5 позицій включені в обидві таблиці.